# Tâm lý học nghệ thuật

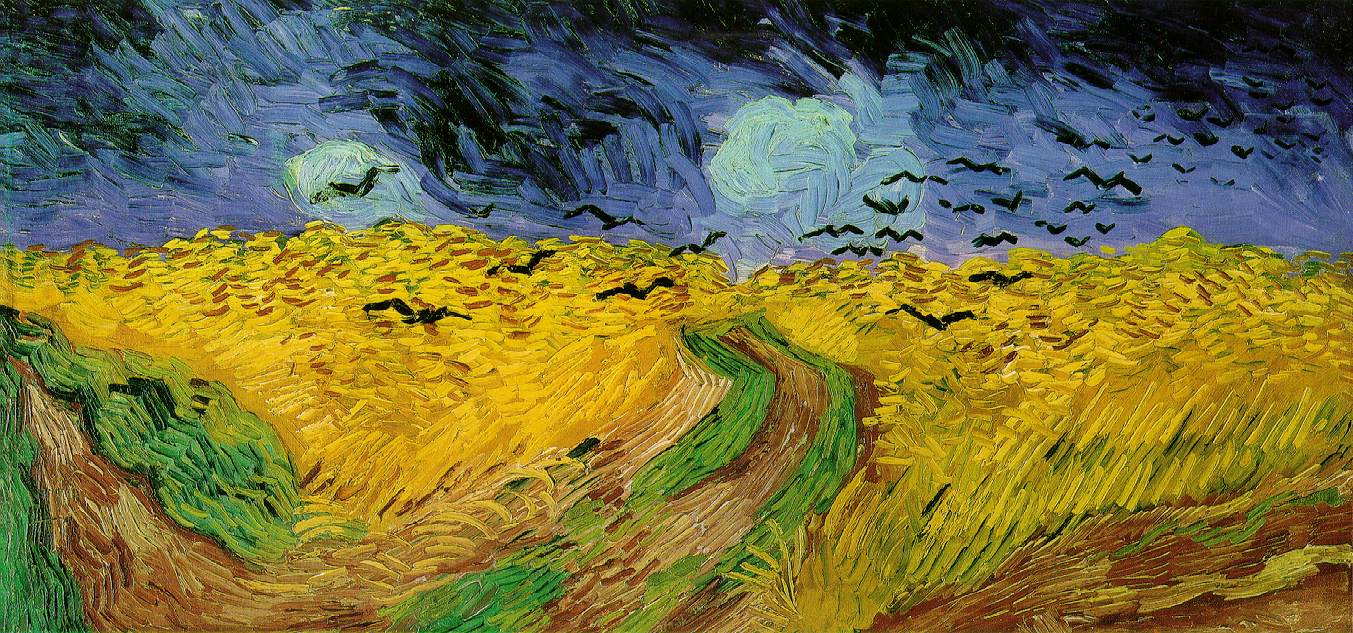
Vincent van Gogh, tháng 7 năm 1890, Đồng lúa và những con quạ.

Tâm lý học mỹ thuật là một lĩnh vực liên ngành nghiên cứu về quan niệm, nhận thức và đặc điểm của mỹ thuật và những sản phẩm của mỹ thuật. Với các liệu pháp mỹ thuật, việc sử dụng các vật liệu mỹ thuật như một hình thức tâm lý. Tâm lý học mỹ thuật liên quan đến tâm lý học kiến trúc và tâm lý học môi trường.
Nghiên cứu của Theodor Lipps, một nhà tâm lý học tại Munich, đóng vai trò quan trọng trong sự những bước phát triển đầu tiên của các khái niệm tâm lý học mỹ thuật trong những năm đầu của thế kỉ thứ 10. Cống hiến quan trọng nhất của ông trong lĩnh vực này chính là nỗ lực để lý thuyết học những câu hỏi về Einfuehlung hoặc "sự đồng cảm", một thuật ngữ đã trở thành yếu tố chính trong nhiều học thuyết kế tiếp của tâm lý học nghệ thuật.

## Lịch sử

### 1880-1950
Một trong những người tích hợp sớm nhất của tâm lý và lịch sử mỹ thuật là Heinrich Wölfflin (1864–1945), một nhà phê bình và sử học mỹ thuật, với luận văn Prolegomena zu einer Psychologie der Architektur (tạm dịch: Lời nói đầu về tâm lý học kiến trúc) (1886) nỗ lực đưa ra quan điểm rằng kiến trúc có thể được hiểu bởi tâm lý học đơn thuần (trái ngược với thuyết lịch sử tiến triển).
Một nhân vật quan trọng khác trong phát triển tâm lý học mỹ thuật là Wilhelm Worringer, người đã cung cấp những minh chứng học thuyết đầu tiên cho nghệ thuật biểu hiện. Cuốn Tâm lý học mỹ thuật (1925) của Lev Vygotsky (1896 – 1934) là một nghiên cứu cơ bản khác. Richard Müller-Freienfels cũng là một nhà lý luận quan trọng đầu tiên.
Một số lượng lớn các họa sĩ của thế kỷ XX cũng bắt đầu bị ảnh hưởng bởi các tranh luận về tâm lý học, trong đó có Naum Gabo, Paul Klee, Wassily Kandinsky và phần nào có cả Josef Albers và György Kepes. Nhà thám hiểm và lý luận điện ảnh Andre Malraux cũng quan tâm tới chủ đề này và viết cuốn sách Tâm lý của nghệ thuật (1947 – 1949), sau đó đã sửa đổi và tái bản dưới tên Âm thanh của sự im lặng.

### 1950-nay
Mặc dù quy luật nền tảng của tâm lý học mỹ thuật lần đầu tiên được phát triển tại Đức, đã có rất nhiều người ủng hộ, trong tâm lý học, mỹ thuật hay triết học đều có những người theo đuổi các biến thể của riêng họ tại Liên Xô, Anh (Clive Bell và Herbert Read), Pháp (ví dụ như André Malraux, Jean-Paul Weber) và ở Mỹ.
Tại Mỹ, cơ sở triết học của tâm lý học mỹ thuật đã được củng cố và chính trị hóa trong nghiên cứu của John Dewey. Cuốn Mỹ thuật cũng là Kinh nghiệm xuất bản năm 1934 là cơ sở cho sự thay đổi đáng kể trong việc giảng dạy cho dù là tại nhà trẻ hay trường đại học. Manuel Barkan, Hiệu trưởng Trường giáo dục Mỹ thuật và Nghệ thuật ứng dụng thuộc Đại Học bang Ohio cũng là một trong những nhà sư phạm bị ảnh hưởng bởi tác phẩm của Dewey đã giải thích bằng một ví dụ trong cuốn sách của ông Nền tảng của giáo dục mỹ thuật (1955) rằng giáo dục thẩm mỹ cho trẻ em chuẩn bị cho chúng cuộc sống trong một nền dân chủ phức tạp. Bản thân Dewey là người phụ trách chuyên đề trong thiết lập chương trình của Tổ chức Barnes tại Philadelphia, chương trình đã trở nên nổi tiếng vì nỗ lực tích hợp nghệ thuật với kinh nghiệm trong lớp học.
Sự phát triển của tâm lý mỹ thuật giữa năm 1950 đến 1970 cũng đồng nhất với việc mở rộng lịch sử mỹ thuật và các chương trình bảo tàng. Sự phổ biến của tâm lý Gestalt trong những năm 1950 đã bổ sung thêm sức nặng cho học thuyết này. Chuyên đề nghiên cứu mang tên Gestalt Therapy: Sự kích thích và phát triển của tính cách con người (1951), nghiên cứu cùng với Fritz Perls, Paul Goodman và Ralph Hefferline. Những tác phẩm của Rudolf Arnheim (sinh năm 1904) cũng đặc biệt gây ảnh hưởng trong giai đoạn này. Bài báo "Hướng tới tâm lý mỹ thuật" (Berkeley: Tạp chí của Đại học California) được xuất bản năm 1966. Liệu pháp mỹ thuật đã vẽ nên rất nhiều bài học về tâm lý học mỹ thuật và cố gắng thực hiện chúng trong bối cảnh thay đổi bản ngã. Trong Marketing cũng sử dụng nhiều bài học của tâm lý học nghệ thuật trong các mô hình cửa hàng cũng như trong bày trí và thiết kế của các mặt hàng thương mại.
Tâm lý học mỹ thuật nói chung đi ngược lại với các định luật phân tâm học của Freud cùng với những điều được hiểu bởi nhiều nhà phê bình tâm lý học nghệ thuật, bản thân thuyết tối giản của Sigmund Freud tin rằng quá trình sáng tạo chính là một sự thay thế cho các chứng loạn thần kinh. Ông cảm thấy nó dường như là một dạng cơ chế bảo vệ để chống lại các hiệu ứng tiêu cực của chứng loạn thần kinh, một cách chuyển từ năng lượng thành thứ gì đó mà xã hội chấp nhận, có thể giải trí và làm hài lòng những người khác. Những ghi chép của Carl Jung mặc dù đã có được sự tiếp nhận thuận lợi từ phái các nhà tâm lý học mỹ thuật cho miêu tả lạc quan của ông về vai trò của nghệ thuật và niềm tin của ông rằng những nội dung của cá nhân vô thức, đặc biệt hơn là tập thể vô thức, có thể được truy cập bởi mỹ thuật và những dạng thể hiện khác của văn hóa.
Đến những năm 1970, tính trung tâm của tâm lý học mỹ thuật trong các học viện bắt đầu suy yếu. Các nghệ sĩ trở nên hứng thú với phân tâm học và nữ quyền, còn các kiến trúc sư lại quan tâm tới hiện tượng luận và các tác phẩm của Wittgenstien, Lyotard và Derrida. Giống như lich sử của mỹ thuật và kiến trúc đối với việc phê bình sự thiếu bối cảnh và sự ngây thơ về văn hóa của tâm lý học. Erwin Panofsky, người đã có ảnh hưởng to lớn đến định hình lịch sử của mỹ thuật tại Mỹ cho rằng các nhà sử học nên giảm tập trung vào những thứ có thể nhìn thấy được và tăng sự tập trung đó vào những thứ được nghĩ tới. Ngày nay thì tâm lý vẫn giữ một vai trò quan trọng trong lý luận mỹ thuật.
Do sự quan tâm ngày càng tăng tới học thuyết nhân cách – đặc biệt liên quan đến những nghiên cứu của Isabel Briggs Myers và Katherine Briggs (người phát triển của Myers-Briggs Type Indicator), những thuyết gia đương đại đang điều tra về mối quan hệ giữa các loại nhân cách và mỹ thuật. Patricia Dinkelaker and John Fudjack đã chỉ ra mối quan hệ giữa các loại nhân cách của các nghệ sĩ và các tác phẩm nghệ thuật, phương pháp tiếp cận với mỹ thuật giống như sự phản ánh của các chức năng sở thích được liên kết với các loại nhân cách và chức năng của nghệ thuật trong xã hội trong ánh sáng của học thuyết nhân cách.

## Kinh nghiệm thẩm mỹ
Nghệ thuật được xem là một lĩnh vực chủ quan, trong đó một người sáng tác và nhìn nhận một tác phẩm mỹ thuật theo một cách riêng biệt mà nó phản ánh kinh nghiệm, kiến thức, sở thích và cảm xúc của họ. Kinh nghiệm thẩm mỹ bao gồm mối quan hệ giữa người xem và đối tượng mỹ thuật. Trong lĩnh vực mỹ thuật, có một loại cảm xúc gắn liền với sự tập trung của mỹ thuật. Một họa sĩ phải hoàn toàn hợp chỉnh với đối tượng mỹ thuật để đạt được sức sáng tạo của nó. Nếu các tác phẩm mỹ thuật phát triển trong quá trình sáng tạo thì các họa sĩ cũng vậy. Cả sự phát triển và thay đổi đều cần định nghĩa mới. Nếu một họa sĩ quá phụ thuộc vào cảm xúc hoặc thiếu sự tương thích cảm xúc với một tác phẩm mỹ thuật thì nó sẽ ảnh hưởng tiêu cực đến tác phẩm hoàn thành. Theo Bosanquet (1892), "hành vi thẩm mỹ" là quan trọng trong đánh giá mỹ thuật vì nó cho phép một người xem xét một đối tượng bằng các sở thích có sẵn để nhìn ra những gì chúng gọi ý. Tuy nhiên mỹ thuật không thể khơi gợi lên bất kì kinh nghiệm mỹ thuật nào trừ khi người xem sẵn sàng và cởi mở với nó. Không cần biết một đối tượng hấp dẫn như thế nào, sự tồn tại của một kinh nghiệm như vậy phụ thuộc vào sự cho phép của khán giả.
Trong con mắt của nhà tâm lý học người Gestalt, Rudolf Arnheim, kinh nghiệm thẩm mỹ của nghệ thuật nhấn mạng mối quan hệ giữa toàn bộ đối tượng và các phần riêng biệt của nó. Ông nổi tiếng với việc tập trung vào kinh nghiệm và giải thích các tác phẩm nghệ thuật và cách chúng cung cấp cái nhìn sâu sắc vào cuộc sống con người. Ông ít tập trung vào bối cảnh văn hóa và bối cảnh xã hội của kinh nghiệm sáng tạo và đánh giá tác phẩm nghệ thuật. Trong mắt ông, toàn bộ vật thể ít được xem là bị kiểm soát và đánh giá hơn việc xem xét các khía cạnh thực tế cụ thể của nó. Tác phẩm nghệ thuật phản ánh "kinh nghiệm sống" của một người. Arnheim tin rằng tất cả quá trình tâm lý đều có các phẩm chất nhận thức, tình cảm và động lực, cái mà phản ánh trong các tác phẩm của mỗi nghệ sĩ.

## Nghiên cứu tâm lý học

### Tổng quan: Quá trình từ trên xuống và từ dưới lên
Nhận thức tâm lý học đồng thời được coi là quá trình từ dưới lên và từ trên xuống khi nhận xét hầu hết các lĩnh vực nghiên cứu, bao gồm cả thị giác. Tương tự như cách những thuật ngữ này được sử dụng trong thiết kế phần mềm, phương pháp "từ dưới lên" ưu tiên cách các thông tin trong quá trình bị kích thích bởi hệ thống thị giác từ màu sắc, hình dạng, hoa văn, vân vân... Phương pháp "từ trên xuống" ưu tiên những kiến thức về khái niệm và kinh nghiệm trong quá khứ của mỗi cá nhân cụ thể. Những yếu tố từ trên xuống xác định cách mà nghệ thuật được đánh giá cao bao gồm mỹ thuật trừu tượng so với mỹ thuật hình tượng, hình thức, sự phức tạp, đối xứng và cân bằng về thành phần, tay thuận và chuyển động. Phương thức từ trên xuống được xác định là ảnh hưởng giống như có liên quan đến sự đánh giá cao về nghệ thuật bao gồm tính hình tượng hóa, tính mới lạ, các thông tin bổ sung như tiêu đề và chuyên môn.

### Mỹ thuật trừu tường so với mỹ thuật hình tượng
Mỹ thuật trừu tượng đặc biệt từ chối một cách rõ ràng việc biểu thị ý định. Mỹ thuật hình tượng hoặc mỹ thuật tượng trưng được mô tả một cách rõ ràng hoặc chỉ yêu cầu giải thích đơn giản.

#### Tầm quan trọng của ý nghĩa
Sự chán ghét phổ biến đối với mỹ thuật trừu tượng là hệ quả trực tiếp của sự nhập nhằng về ý nghĩa. Nhiều nhà nghiên cứu có những thí nghiệm về vai trò của thuyết chống khủng hoảng Terror management theory – TMT) liên quan tới ý nghĩa và kinh nghiệm thẩm mỹ của mỹ thuật trừu tượng và mỹ thuật hình tượng. Học thuyết này chi rằng con người cũng giống như bất kì dạng sinh vật sống nào đều được sinh học hướng tới sự sinh tồn, tuy nhiên lại là loài duy nhất ý thức được cuộc sống của mình chắc chắn sẽ kết thúc. TMT cho rằng mỹ thuật hiện đại thường không được ưa chuộng vì nó thiếu ý nghĩa có giá trị và do đó không thích hợp với các động cơ quản lý khủng hoảng nhằm duy trì những quan niệm đầy ý nghĩa của thực tế.Tỉ lệ từ vong nổi bật hay sự hiểu biết về phương thức tiếp cận cái chết, được tái tạo trong một nghiên cứu nhằm kiểm tra cách mà thẩm mỹ nghệ thuật cho là ý nghĩa và vô nghĩa bị ảnh hưởng bởi sự gợi ý về cái chết. Điều kiện tử vong nổi bật bao gồm hai câu hỏi có kết thúc mở về chi tiết cảm xúc và thể chết của người tham gia sở hữu tử vong. Người tham gia được hướng dẫn để nhận xét hai bức tranh trừu tượng và đánh giá mức độ hấp dẫn họ tìm chúng. Một thí nghiệm so sánh giữa điều kiện tử vong nổi bật và kiểm soát tử vong nổi bật đã tìm ra rằng những người tham gia vào điều kiện tử vong nổi bật thường thấy nghệ thuật kém hấp dẫn.
Mô hình duy trì ý nghĩa về xã hội học nói rằng khi một khuôn khổ ý nghĩa đã được cam kết bị đe dọa, con người trải nghiệm một trạng thái kích thích mà ngay lập tức hướng họ tới một khuôn khổ ý nghĩa khác đã được họ cam kết. Các nhà nghiên cứu tìm cách để minh họa cho hiện tượng này bằng việc chứng minh nhu cầu cá nhân ngày càng cao cho cấu trúc theo kinh nghiệm về tác phẩm mỹ thuật trừu tượng. Người tham gia được sắp xếp một cách ngẫu nhiên để nhận xét một đối tượng trung gian trong các tác phẩm (các tác phẩm trừu tượng với tượng trưng hoặc phi lý), theo sau đó là tỉ lệ về nhu cầu cấu trúc cá nhân. Tỉ lệ nhu cầu cấu trúc cá nhân đựic dùng để phát hiện sự gia tăng tạm thời sự tăng trưởng của nhu cầu ý nghĩa đối với người dân. Về mặt lý thuyết, một người nên trải nghiệm nhu cầu về cấu trúc khi quan sát một tác phẩm trừu tượng nhiều hơn so với tác phẩm hình tượng, từ đó những mối đe dọa về ý nghĩa (nghệ thuật trừu tượng) gợi lên một nhu cầu ý nghĩa tạm thời tương đối cao. Tuy nhiên, kết quả lại cho thấy rằng tổng điểm cho mỹ thuật tượng trưng và mỹ thuật trừu tượng không khác biệt đáng kể so với nhau. Người tham gia cho điểm cao về tỉ lệ nhu cầu cấu trúc cá nhân với mỹ thuật phi lý hơn là mỹ thuật trừu tượng. Tuy nhiên, câu hỏi vẫn tồn tại rằng liệu với có thu được những kết quả cùng loại khi mở rộng những mẫu ý nghĩa của các hình ảnh trừu tượng hoặc biểu tượng.

#### Tính phức tạp
Những nghiên cứu chỉ ra rằng khi quan sát những bức tranh trừu tượng, người ta ưu tiên tính phức tạp trong tác phẩm tới một mức độ nhất định. Khi đánh giá "mức độ thú vị" và "mức độ hài lòng", người xem đánh giá cao hơi cho các tác phẩm trừu tượng có tính phức tạp nhiều hơn. Khi tiếp xúc nhiều hơn với các tác phẩm trừu tượng, xếp hạng sự thích thú tiếp tục tăng lên đối với cả tính phức tạp chủ quan (xếp hạng của người xem) và đánh giá khách quan (xếp hạng của họa sĩ). Điều này chỉ đúng đến một điểm nhất định. Khi các tác phẩm trở nên quá phức tạp. người ta bắt đầu thích các tác phẩm ít phức tạp hơn.

#### Bằng chứng thần kinh học
Bằng chứng giải phẫu thần kinh học từ những nghiên cứu sử dụng chụp chức năng cộng hưởng từ (FMRI) với ưu tiên thẩm mỹ cho thấy rằng những tác phẩm tượng trưng được ưa chuộng hơn các tác phẩm trừu tượng. Điều này được thể hiện thông qua sự hoạt động quan trọng của các vùng não có liên quan đến ưu tiên xếp hạng. Để kiểm tra điều này, các nhà khoa học tìm những người tham gia quan sát các tác phẩm đa dạng theo nhiều loại hình (tượng trưng hoặc trừu tượng) và định dạng (nguồn gốc, biến đổi và chọn lọc). Kết quả hành vi thể hiện sự ưu tiên cao hơn đáng kể dành cho các tác phẩm tượng trưng. Một mối tương quan tích cực tồn tại giữa xếp hạng ưu tiên và độ trễ phản ứng. Kết quả chức năng cộng hưởng từ cho thấy rằng các hoạt động trong tế bào nhân đuôi bên phải kéo dài đến nhân vỏ hến giảm sự phản hồi để giảm sự ưu tiên đối với các bức tranh, trong khi các hoạt động trong các rãnh vành đai trái, chẩm não hai bên, hồi hình thoi phải và tiểu não hai bên tăng phản ứng để tăng sự ưu tiên đối với các bức tranh. Sự khác biệt trong quan sát phản ảnh sự hoạt động tương đối liên kết với sự ưu tiên cao hơn đối với các tác phẩm tượng trưng.
Các nghiên cứu sóng não cũng được thực hiện để quan sát cách các họa sĩ và người không phải họa sĩ phản ứng bằng những cách khác nhau đối với mỹ thuật trừu tượng và mỹ thuật tượng trưng. Điện não đồ cũng cho thấy rằng trong khi quan sát mỹ thuật trừu tượng, những người không phải là họa sĩ thể hiện ít kích thích hơn các họa sĩ. Tuy nhiên, trong khi quan sát mỹ thuật hình tượng, cả họa sĩ và những người không phải là họa sĩ đều có thể so sánh sự kích thích và khả năng tập trung và đánh giá các tác nhân kích thích nghệ thuật. Điều này cho thấy mỹ thuật trừu tượng yêu cầu nhiều chuyên môn để đánh giá hơn so với mỹ thuật tượng hình.

#### Kiểu tính cách cá nhân
Đặc điểm tính cách cá nhân cũng liên quan đến kinh nghiệm thẩm mỹ và sở thích nghệ thuật. Thói quen lâu năm của cá nhân xử lý các kiến thức đến mức rõ ràng, đơn giản và không còn mơ hồ thể hiện một kinh nghiệm mỹ thuật hết sức tiêu cực đối với mỹ thuật trừu tượng bởi vì sự trống rỗng trong ý nghĩa của chúng. Các nghiên cứu đã cung cấp bằng chứng cho thấy sự lựa chọn của một người đối với mỹ thuật có thể hữu dụng khi xác định tính cách của họ. Đặc điểm tính cách cá nhân cũng liên quan đến kinh nghiệm thẩm mỹ và sở thích nghệ thuật. Kiểm tra tính cách cá nhân sau khi quan sát mỹ thuật trừu tượng và mỹ thuật tượng hình đã được thực hiện tạo Phòng thí nghiệm 5 yếu tố NEO nơi xác định 5 yếu tố lớn của tính cách cá nhân. Khi tham khảo kích thước của 5 yếu tố lớn trong tính cách con người, sự hồi hộp và sự tìm kiếm phiêu lưu có liên quan tích cực với sở thích về mỹ thuật tượng trương, trong khi đó sự ức chế lại liên kết với các đánh giá tích cực đối với mỹ thuật trừu tượng. Thần kinh nhạy cảm liên quan tích cực với các đánh giá tích cực về mỹ thuật trừu tượng, trong khi sự tận tâm lại liên kết với sở thích mỹ thuật biểu tượng. Sự cởi mở trong trải nghiệm liên kết với các đánh giá tích cực với cả mỹ thuật trừu tượng và mỹ thuật tượng trưng.

#### Tự động đánh giá
Các nghiên cứu nhìn vào sự bao hàm, tự động đánh giá các tác phẩm nghệ thuật đã nghiên cứu cách mà con người phản ứng trước mỹ thuật trừu tượng và mỹ thuật tượng trưng trong từng giây trước khi họ có thời gian để suy nghĩ về nó. Trong đánh giá sự bao hàm, con người phản ứng tích cực hơn với mỹ thuật tượng trưng, khi mà ít nhất họ có thể tưởng tượng ra hình dạng. Trong trường hợp đánh giá cụ thể, khi con người buộc phải suy nghĩ về mỹ thuật, không có bất kì sự khác biệt thực sự nào trong đánh giá giữa mỹ thuật trừu tượng và mỹ thuật tượng trưng.

### Sự thuận tay và sự chuyển động

#### Sự thuận tay và hướng đọc
Sự thuận tay và chuyển động trong hội họa bao gồm các khía cạnh như sở thích, trọng lượng và sự cân bằng. Nhiều nghiên cứu đã được thực hiện về tác động của sự thuận tay và hướng đọc đối với cách một người cảm nhận về một tác phẩm nghệ thuật. Nghiên cứu được thực hiện để xác định xem liệu bán cầu chuyên biệt hoặc thói quen khi đọc có ảnh hưởng tới hướng của người tham gia khi "đọc" một bức tranh hay không. Kết quả cho thấy rằng cả hai yêu tố đều góp phần vào quá trình này. Hơn nữa, sự chuyên biệt bán cầu hướng cá nhân đọc từ trái sang phải mang đến cho họ một lợi thế. Bỏ qua những phát hiện này, những nhà nghiên cứu khác nghiên cứu ý tưởng rằng một các nhân có hướng đọc được xác định (từ phải qua trái hoặc từ trái qua phải) có thể biểu hiện sự thiên vị đối với các tác phẩm tượng trưng của chính họ phản ánh thói quen trong hướng đọc của họ. Kết quả cho thấy những dự đoán này là đúng, trong các tác phẩm của người tham gia phản ánh thiên hướng đọc của họ.
Các nhà nghiên cứu còn xem xét việc hướng đọc của một người, trái sang phải hoặc phải sang trái có ảnh hưởng tới ưu tiên cho một bức tranh cả hướng từ trái sang phải và từ phải sang trái hay không. Những người tham gia được cho xem những bức tranh kèm theo hình ảnh phản chiếu và được hỏi để chỉ ra cái nào học thấy nhiều sự hài lòng về thểm mỹ hơn. Cuối cùng, kết quả cho thấy rằng hướng đọc của một người ảnh hướng tới sở thích hội họa cho dù là hướng đọc từ trái sang phải hay từ phải sang trái.
Trong một nghiên cứu khác, các nhà nghiên cứu kiểm tra liệu thiên hướng bên phải trong ưu tiên thẩm mỹ có bị ảnh hưởng bởi sự thuận tay hay thói quen đọc/viết hay không. Các nhà nghiên cứu tìm kiếm những độc giả người Nga, người Ả Rập và người Do Thái mà thuận tay phải và không thuận tay phải. Người tham gia được xem những bức ảnh từ những quyển sách mỹ thuật mà nó là chân dung, khuôn mặt hoặc cơ thể người trong hai khung hình. Các hình ảnh được đưa cho người xem theo khuôn mặt hướng vào trong hoặc hướng ra ngoài theo từng cặp và sau đó là theo các hướng đối diện. Sau khi quan sát từng cặp, người tham gia được hỏi tấm ảnh nào tạo nhiều sự hài lòng thẩm mỹ hơn. Khi nhìn vào kết quả đối với sự thuận tay, người thuận tay phải lại có "ưu tiên trái" và người không thuận tay phải lại có "ưu tiên phải". Những kết quả này chỉ ra rằng "ưu tiên thẩm mỹ với bộ phận cơ thể hay khuôn mặt người có sự liên quan cơ bản với yêu cầu về hướng của thói quen đọc/viết". Hướng đọc dường như ảnh hưởng tới cách xem một tác phẩm mỹ thuật đối với mọi lứa tuổi. Sử dụng đối tượng từ nhà trẻ tới đại học, các nhà khoa học kiểm tra ưu tiên thẩm mỹ khi so sánh một các phẩm mỹ thuật gốc với bản gương của nó. Các bức tranh gốc được quy ước rằng độc giả sẽ "đọc" chúng từ trái sang phải, vì thế, những họa tiết của ánh sáng hướng khán giả xem tranh theo cùng một cách thức. Những phát hiện này chỉ ra rằng người tham gia ưu tiên các bức tranh gốc, thường là do kiểu xem tranh phương Tây từ trái sang phải.

#### Hướng của ánh sáng
Hướng của ánh sáng được đặt trong các bức tranh dường như cũng ảnh hưởng tới ưu tiên thẩm mỹ. Thiên vị ánh sáng từ bên trái là xu hướng của người xem ưu tiên các tác phẩm lấy nguồn sáng đến từ bên trái của bức tranh và khi được đưa ra lựa chọn, họ thường chọn đặt nguồn sáng tại góc trái phía trên của tác phẩm. Người tham gia thấy rằng những bức tranh với nguồn sáng từ bên trái thường có sự hài lòng về thẩm mỹ nhiều hơn so với các bức tranh có  ánh sáng từ bên phải và khi có cơ hội được chọn để tạo nguồn sáng cho những bức tranh đã có sẵn.

#### Sự thiên vị khuôn mặt bên trái và khuôn mặt bên phải
Thiên hướng khuôn mặt bên trái xảy ra khi người xem ưu tiên những bức tranh với chủ điểm hiển thị khuôn mặt bên trái của họ, trong khi những người có thiên hướng khuôn mặt bên phải lại ưu tiên các bức chân dung hiển thị khuôn mặt bên phải. Các nghiên cứu đã tìm thấy các kết quả khác nhau liên quan đến thiên hướng khuôn mặt bên trái và thiên hướng khuôn mặt bên phải. Những người tham gia cả nam và nữ được đưa cho các bức chân dung của nam và nữ, với số lượng hiển thị vị trí khuôn mặt bên trái và khuôn mặt bên phải như nhau. Người tham gia được đưa cho mỗi bức chân dung với bản có hướng ban đầu và hướng đảo ngược của nó và được hỏi bức chân dung nào được ưa thích hơn. Kết quả chỉ ra rằng đa số người tham gia chọn những bức chân dung hiển thị chủ đề khuôn mặt bên phải hơn là bên trái. Một nghiên cứu khác khám phá ra rằng hướng của bức tranh có thể truyền tải những thông điệp nhất định. Các nhà khoa học thế kỉ XVIII thường xuyên hiển thị sự thiên vị khuôn mặt bên phải và đánh giá rằng chúng "mang nhiều tính khoa học". Theo các nhà nghiên cứu, thể hiện khuôn mặt bên phải sẽ che giấu nhiều cảm xúc, trong khi khuôn mặt bên trái lại thể hiện chúng. Sự chuyển đổi từ thiên hướng khuôn mặt bên phải trong thế kỉ XVIII có thể đại diện cho đặc điểm khuôn mặt cá nhân hoặc cởi mở.

### Tính phức tạp
Tính phức tạp theo nghĩa đen được định nghĩa là "được tạo thành với một số lượng lớn các bộ phận mà có nhiều tương tác với nhau". Định nghĩa này được ứng dụng trong nhiều lĩnh vực, ví dụ như mỹ thuật, âm nhạc, khiêu vũ và văn học. Trong nghiên cứu tính thẩm mỹ, tính phức tạp được chia thành ba khía cạnh giải thích cho sự tương tác giữa số lượng các yếu tố, sự khác biệt trong các yếu tố và các mẫu trong sự sắp xếp của chúng. Hơn nữa đặc tính này trong thẩm mỹ bao gồm một phổ rộng, được sắp xếp từ tính phức tạp thấp đến tính phúc tạp cao. Những nghiên cứu chủ chốt đã tìm ra thông quan phản ứng bề mặt Galvanic rằng những tác phẩm mỹ thuật phức tạp hơn tạo ra kích thích sinh lý lớn hơn và mức độ hưởng thụ cao hơn, điều đó phù hợp với những phát hiện khác khi cho tằng tính thẩm mỹ dường như tăng lên cùng với tính phức tạp. Quan trọng nhất, nhiều nghiên cứu đã tìm ra rằng tồn tại một mối quan hệ hình chữ U giữa ưu tiên thẩm mỹ và tính phức tạp

#### Đo lường tính phức tạp
Nhìn chung, tính phức tạp là một thứ gì đó có nhiều bộ phận trong tiến trình rắc rối. Một số nhà nghiên cứu chia tính phức tạp thành hai tiểu phần: tính phức tạp khách quan và cảm nhận tính phức tạp. Tính phức tạp chủ quan là bất cứ phần nào của mỹ thuật mà có thể thao tác được. Đối với mỹ thuật nó có thể là kích thước của hình dạng, số lượng của họa tiets hoặc số lượng màu được sử dụng. Đối với nghệ thuật âm thanh nó có thể bao gồm cả trường độ, độ lớn, số lượng các hòa âm khác nhau, số lượng thay đổi trong hoạt động của nhịp điệu. Một dạng khác của tính phức tạp là tính nhận thức phức tạp, hay còn gọi là tính phức tạp chủ quan. Ở dạng này mỗi cá nhân đánh giá một đối tượng theo tính phức tạp họ cảm nhận được. Vì thế, tính phức tạp khách quan có thể mô tả quan điểm của chúng ta về tính phức tạp một cách chính xác, tuy nhiên, sự đo lường có thể thay đổi tùy vào người này hay người khác.
Một hình thức sử dụng công nghệ máy tính để đánh giá tính phức tạp là sử dụng trí thông minh máy tính để đánh giá một bức tranh. Ở dạng này, lượng trí thông minh của máy tính được đánh giá khi tạo ra một hình ảnh kĩ thuật số. Trí thông mình máy tính được đánh giá bằng cách  ghi lại các công thức toán học sử dụng trong sáng tạo hình ảnh. Sự tham gia của con người, thêm vào hoặc lấy đi các khía cạnh của một bức ảnh, cũng có thể thêm vào hoặc bớt đi tính phức tạp của bức tranh.
Một cách để đo lường tính phức tạp là thực hiện một bản vẽ gốc bao hàm nhiều mức đa dạng về mật độ. Quá trình này được hoàn tất bằng cách loại trừ hoặc thêm vào các điểm ảnh để thay đổi mật độ của một bức tranh đen trắng. Kĩ thuật này cho phép các nhà nghiên cứu sử dụng các tác phẩm mỹ thuật thực tế thay vì phải tạo ra một phiên bản nhân tạo của tác phẩm để kiểm soát các kích thích.
Một số người lại thấy rằng đo lường tính phức tạp dựa trên số lượng các bộ phận mà một tác phẩm có. Càng nhiều khía cạnh trong tác phẩm, ví dụ như càng nhiều màu sắc, chi tieert, hình dáng, đối tượng, âm thanh, giai điệu, và như thế, một tác phẩm phức tạp hơn được tạo ra. Tuy nhiên có một số ít nghiên cứu được hoàn thành để so sánh giữa các bộ phận dựa cấu thành tính phức tạp và cảm nhận của con người về tính phức tạp, làm cho chúng trở nên không rõ ràng khi con người cảm nhận một hình ảnh với nhiều bộ phận như là phức tạp hơn.

#### Giả thuyết hình U ngược

Biểu Đồ U ngược

Giả thuyết hình U ngược cho rằng phản ứng thẩm mỹ trong mối quan hệ với tính phức tạp sẽ hiển thị một mật độ hình ngược. Nói một cách khác, mức độ đánh giá thấp nhất của phản ứng thẩm mỹ tương quan với mức độ cao hoặc thấp của tính phức tạp, cái mà hiển thị "ngăn chặn cự điểm". Hơn nữa, mức phản ứng thẩm mỹ cao nhất lại xảy ra tại điểm có tính phức tạp trung bình. Thay vào đó, trong nghiên cứu của sinh viên về mức độ sở thích và tính phức tạp của nhạc pop đương thời ghi lại được một mối quan hệ hình U ngược giữa sở thích và tính phức tạp.
Những nghiên cứu trước đây cho rằng xu hướng của tính phức tạp có thể liên kết với khả năng thấu hiểu, khi quan sát những tác phẩm nghệ thuật không quá dễ cũng không quá khó để hiểu. Nghiên cứu khác vừa khẳng định, vừa phủ nhận sự dự đoán rằng tính cách cá nhân ví dụ như chuyên môn và đào tạo nghệ thuật có thể tạo ra một chuyển biến trong phân bổ hình U ngược.

#### Các khía cạnh nghệ thuật
Hội họa
Xu hướng chung cho thấy rằng mối quan hệ giữa tính phức tạp của hình ảnh và xếp hạng sự hài lòng có dạng biểu đồ hình U ngược (xem phần Chuyên môn để loại trừ). Điều này có nghĩa là sở thích của con người tăng lên giống như nghệ thuật đi từ rất đơn giản đến rất phức tạp, đến khi chạm đỉnh, sự hài lòng sẽ giảm xuống một lần nữa.
Một nghiên cứu đương thời tìm ra rằng chúng ta có xu hương đánh giá các hình ảnh môi trường tự nhiên và phong cảnh là phức tạp hơn, vì thế ưa thích chúng hơn các bức tranh trừu tượng được chúng ta đánh giá là ít phức tạp.
Âm nhạc
Âm nhạc thể hiện một xu hướng tương tự khi so sánh tính phức tạp với xếp hạng ưu tiên giống như hội họa. Khi so sánh âm nhạc phổ biến, tại cùng một thời điểm và xếp hạng cảm nhận tính phức tạp thì mối quan hệ hình U ngược đã được biết đến sẽ xuất hiện, cho thấy rằng chúng ta thích âm nhạc có tính phức tạp hợp lý nhất. Khi loại âm nhạc được chọn trở nên phức tạp hoặc ít phức tạp hơn, tính ưu tiên của chúng ta giảm xuống. Tuy nhiên những người được đào tạo và có kinh nghiệm trong âm nhạc phổ cập thường thích âm nhạc phức tạp hơn một chút. Biểu đồ hình U ngược di chuyển sang phải với những người có nền tảng âm nhạc mạnh. Một minh họa tương tự có thể nhìn thấy với nhạc jazz và bluegrass. Những người có tư duy âm nhạc hạn chế trong nhạc jazz và bluegrass chứng minh một hình U ngược điển hình trong khi xem xét tính phức tạp và sự ưu tiên, tuy nhiên, các chuyên gia trong lĩnh lại không chứng minh một kiểu hình tương tự. Không giống như các chuyên gia âm nhạc thông thường, các chuyên gia nhạc jazz và bluegrass không thể hiện mối quan hệ rõ ràng giữa tính phức tạp và sự hài lòng. Các chuyên gia trong hai lĩnh vực âm nhạc này dường như chỉ thích những gì họ thấy thích, và không  có một công thức nào để miêu tả hành vi của họ. Vì thế những dòng nhạc khác nhau có những hiệu ứng khác nhau với sự ưu tiên cho các chuyên gia, các nghiên cứu sâu hơn cần được hoàn thành để đưa ra được kết luận cho việc xếp hạng tính phức tạp và sự ưu tiên cho các phong cách khác.
Khiêu vũ
Những nghiên cứu tâm lý đã chứng minh rằng sở thích thưởng thức các màn trình diễn khiêu vũ có thể bị ảnh hưởng bởi tính phức tạp. Một thí nghiệm sử dụng mười hai kiểu vũ đạo bao gồm 3 mức độ phức tạp trong biểu diễn với bốn nhịp điệu khác nhau. Tính phúc tạp trong các điệu nhảy khác nhau tạo ra sự đa dạng trong sáu kiểu hình chuyển động (vòng tròn thuận chiều kim đồng hồ, vòng tròn ngược chiều kim đồng hồ và tiếp cận sân khấu). Nhìn chung, nghiên cứu cho thấy rằng những người xem thích những điệu nhảy với các động tác phức tạp và nhịp điệu nhanh hơn.

#### Những khác biệt tính cách cá nhân
Người ta thấy rằng khác biệt tính cách cá nhân và khác biệt về nhân khẩu học cũng có thể dẫn tới khác biệt trong ưu tiên nghệ thuật. Một nghiên cứu đã kiểm tra sự ưu tiên của con người đối với nhiều tác phẩm nghệ thuật, bao gồm cả ưu tiên cá nhân của họ. Nghiên cứu này đã tìm ra rằng sự khác biệt giới tính cũng xuất hiện trong sở thích nghệ thuật. Phụ nữ thường thích sự vui vẻ, sặc sỡ và các bức tranh đơn giản, còn nam giới thường thích hình khối, nỗi buồn và những bức tranh phức tạp. Sự khách biệt về tuổi tác cũng tồn tại trong sở thích về tính phức tạp, khi mà sự ưu tiên cho phức tạp trong các bức tranh cũng tăng theo tuổi tác.
Những đặc điểm tính cách cá nhân cũng dự đoán mối quan hệ giữ tính phức tạp và ưu tiên nghệ thuật. Trong một nghiên cứu người ta đã tìm ra rằng những người đánh giá cao tính tận tâm thích các bức tranh có tính phức tạp ít hơn so với những người đánh giá tháp tính tận tâm. Điều này đồng nghĩa với ý tưởng rằng những người tận tâm thường không thích sự mập mờ và thích kiểm soát, vì thế họ không thích các tác phẩm đe dọa tới những cảm giác đó. Mặt khác, những người đánh giá cao sự cởi mở trong trải nghiệm thích những tác phẩm phức tạp hơn những người không đánh giá cao sự cởi mở trong trải nghiệm. Sự khác biệt cá nhân chính là những nhà tiên đoán tốt hơn đối với sự ưu tiên với nghệ thuật phức tạp hơn là nghệ thuật đơn giản, nơi mà không có bất cứ một đặc điểm tính cách cá nhân nào dự đoán cho nghệ thuật đơn giản. Mặc dù trình độ học vấn không có mối quan hệ trực tiếp với tính phức tạp, nhưng những người có trình độ học vấn cao thường tới thăm bảo tàng nhiều hơn, điều đó dẫn đến sự đánh giá cao về nghệ thuật phức tạp. Điều này cho thấy tiếp xúc nhiều hơn với nghệ thuật phức tạp dẫn đến ưu tiên lớn hơn, khi mà  thực sự quen thuộc dẫn đến sự yêu thích lớn hơn.

### Tính đối xứng
Tính đối xứng và thẩm mỹ có một mối liên kết sinh học mạnh mẽ mà ảnh hưởng tới ưu tiên thẩm mỹ. Điều đó đã được chỉ ra rằng con người có xu hướng ưu tiên nghệ thuật có chứa tính đối xứng, xét thấy nó đẹp hơn. Thêm vào đó, tính dối xứng có tương quan trực tiếp đến sự cảm nhận nét đẹp của một khuôn mặt hay một tác phẩm. Tính đối xứng càng lớn thể hiện trên khuôn mặt hoặc một tác phẩm thường mang đến diện mạo đẹp hơn. Nghiên cứu về ưu tiên thẩm mỹ đối với dạng của hình khối và quá sự thông thạo trong quá trình xử lý tính đối xứng làm sáng tỏ vai trò của tính đối xứng trong đánh giá và kinh nghiệm thẩm mỹ tổng thể.
Con người bẩm sinh có xu hướng quan sát và ưu tiên thị giác đối với tính đối xứng, một chất lượng xác định thu được một kinh nghiệm thẩm mỹ được tự động sử dụng yếu tố từ dưới lên. Yếu tố từ dưới lên này được suy đoán dựa trên kinh nghiệm học tập và quá trình xử lý hình ảnh của não bộ, gợi lên một thiên vị sinh học. Nhiều nghiên cứu mạo hiểm để giải thích ưu tiên bẩm sinh này đối với tính đối xứng với nhiều phương pháp bao gồm nghiên cứu với Tổ hợp Thử nghiệm hàm ẩn (Implicit Association Test – IAT). Các nhà nghiên cứu cho rằng chúng ta ưu tiên tính đối xứng vì chúng được xử lý một cách dễ dàng; vì thế chúng ta có sự thông hiểu trong nhận thức cao hơn khi các tác phẩm có tính đối xứng. Một nghiên cứu được hoàn tất đã vẽ nên các bằng chứng từ con người và động vật cho thấy sự quan trọng của tính đối xứng trong bất kì sinh học thiết yếu nào. Nghiên cứu này đánh dấu hiệu quả đối với những gì máy tính nhận biết và xử lý được các vật thể có tính đối xứng so với đối tượng không có tính đối xứng. Đã có những điều tra về các đặc điểm khách quan gây kích thích có thể ảnh hưởng đến sự thông thạo và vì thế được ưu tiên. Những yếu tố ví dụ như lượng thông tin được cung cấp, mức độ đối xứng và thông số tương phản chỉ được văn học liệt kê một số ít. Sự ưu tiên đối với tính đối xứng dẫn đến câu hỏi bằng cách nào sự thông thạo ảnh hưởng tới ưu tiên bao hàm bằng sử dụng Tổ hợp Thử nghiệm hàm ẩn. Những phát hiện rằng cảm nhận tính thông thạo là một yêu tố mà gợi lên phản ứng bao hàm đã được chỉ ra với kết quả Tổ hợp Thử nghiệm hàm ẩn. Nghiên cứu được phân nhánh từ việc nghiên cứu thỏa mãn thầm mỹ và tính đối xứng không chỉ với mức độ rõ ràng mà còn cả tiềm ẩn. Trên thực tế, nghiên cứu cố gắng tích hợp mồi (tâm lý học), ảnh hưởng của văn hóa và những loại kích thích khác nhau có thể gợi lên một ưu tiên thẩm mỹ.
Những nghiên cứu điều tra sâu hơn về sự cảm nhận tính thông thạo tìm thấy một sự thiên vị theo giới tính đối với các kích thích trung tính. Những nghiên cứu liên quan đến sự ưu tiên tính đối xứng nói chung trong đời sống thực tế với các đối tượng trừu tượng cho phép chúng ta thực hiện các thí nghiệm sâu hơn về khả năng mà ý nghĩa có thể ưu tiên đối với các kích thích được cung cấp. Để xác định liệu ý nghĩa có ảnh hưởng tới những kích thích đã được cung cấp, người tham gia được yêu cầu quan sát một cặp vật thể và đưa ra một quyết định bắt buộc để đánh giá sự ưu tiên của họ. Các phát hiện chỉ ra rằng đặc điểm ưu tiên của thị giác nói chung đối với tính đối xứng của đối tượng vẫn tồn tại. Hơn nữa, hiệu ứng chính đối của ưu tiên giới tính tồn tại ở đàn ông luôn luôn khẳng định rằng sự ưu tiên với tính đối xứng với cả vật thể thực tế và trừu tượng. Phát hiện này không thể hiện ở những người tham gia là nữ giới. Các nghiên cứu cần được thực hiện để điều tra sâu hơn các yếu tố ảnh hưởng tới sự ưu tiên của nữ giới đối với kích thích thị giác giống như đối với sự thể hiện ở nam giới cho tính đối xứng với cả những vật thể trong thế giới thực tế và trừ tượng.
Nghệ thuật bao gồm các dạng của hình khối, được nhìn thấy nhiều trong nghệ thuật Hồi giáo được thừa hưởng một vốn đối xứng cho các tác phẩm. Tính đối xứng này có thể tương quan với sự hấp dẫn liên kết với các hình thức nghệ thuật, vì thế cũng có một sự tương quan giữ sở thích của con người và tính đối xứng. Trong các nghiên cứu về sự hấp dẫn của khuôn mặt, tính hấp dẫn được nhận thấy như một yêu tố quan trọng giống như hình dạng và màu sắc trong nhận diện sự hấp dẫn. Giả thuyết gen trội đối với sự ưu tiên tính đối xứng cho rằng đối xứng là một chỉ số sinh học của sự phát triển ổn định, chất lượng đời sống và sự cân đối và vì thế giải thích tại sao chúng ta chọn các đặc điểm đối xứng trong cuộc sống của chúng ta. Tuy nhiên, giả thuyết gen trội không thể lý giải được tại sao hiện tượng này được quan sát được trong ưu tiên của chúng ta với nghệ thuật trang trí. Giả thuyết khách được đặt ra là giả thuyết các kiểu hình mở rộng chỉ ra rằng nghệ thuật trang trí không liên quan nhưng phản ánh tính cân bằng của nghệ sĩ, giống như việc các hình thức đối xứng rất khó để tạo ra. Những giả thuyết và phát hiện này cung cấp bằng chứng cho sự thiên vị của tiến hóa đối với ưu tiên cho tính đối xứng và tăng cường đối với thiên vị văn hóa. Các nghiên cứu cho rằng ưu tiên tính đối xứng là do sự thiên vị tiến hóa, thiên vị sinh học và sự gia cố văn hóa của chính nó cũng có thể bị thay thế bởi giao lưu giữa các nền văn hóa.

### Cân bằng thành phần
Cân bằng thành phần đề cập đến vị trí của các yếu tố đa dạng của một tác phẩm nghệ thuật trong mối quan hệ với các yếu tố khác, thông qua cách tổ chức và định vị của chúng dựa trên trọng lượng tương đối của chúng. Các yếu tố có thể bao gồm kích thước, hình dạng, màu sắc và sự xếp đặt các vật thể hoạc hình dạng. Khi cân bằng, các thành phần xuất hiện ổn định và đúng trực quan. Giống như sự liên quan của tính đối xứng với ưu tiên thẩm mỹ và sự phản ảnh cảm giác trực quan về việc các vật thế nên xuất hiện như thế nào, sự cân bằng tổng thể mang đến các thành phần bố cục vào sự đánh giá tác phẩm
Thậm chí vị trí của một vật thể đơn thuần, ví dụ như một cái bát hay một chiếc đèn chiếu sáng trong thành phần bố cục cũng ưu tiên cho thành phần đó. Khi người tham gia quan sát nhiều vật thể đa dạng, những vật thể có dạng đứng trên một mặt phẳng nằm ngang được chế tác, người xem ưu tiên các vật thể có tầm nhìn cao hơn hoặc thấp hơn trong mặt phẳng, tương ứng với vị trí bình thường của hình ảnh (ví dụ như chiếc đèn nên cao hơn và chiếc bát thấp hơn. Các biểu hiện của tính thiên vị trung tâm có thể giải thích cho sự ưu tiên đối với phần quan trọng nhất hoặc bộ phận chức năng của một vật thể được đặt ở vị trí trung tâm của khung hình, cho thấy sự thiên vị về "tính đúng đắn" khi quan sát một vật thể.
Chúng ta cũng rất nhạy cảm trong cân bằng trong cả nghệ thuật trừu tường và nghệ thuật tượng trưng. Khi xem một tác phẩm nghệ thuật đa nguồn gốc, ví dụ như được chế tác từ các mảng  màu đỏ, lam và vàng trong rất nhiều tác phẩm của Piet Mondrian, những người tham gia được đạo tạo thiết kế và không được đào tạo thiết kế thành công trong việc xác định cân bằng trung tâm của mỗi biến thể. Chuyên môn dường như không có ảnh hưởng gì lớn đối với cảm nhận sự cân bằng, mặc dù chỉ những người tham gia được đào tạo nhận ra sự biến đổi giữa tác phẩm gốc và bản chế tác
Cả những chuyên gia và người không chuyên có xu hướng đánh giá tác phẩm trừu tượng là có sự cân bằng tối ưu hơn các biến thể thí nghiệm mà không nhất thiết phải xác định ban đầu. Có vẻ như có một cảm giác trực quan đối với chuyên gia và những người không chuyên là giống nhau khi được xem một tác phẩm tượng trưng bản gốc. Người tham gia có xu hướng lờ đi tác phẩm gốc giống như bản gốc so với bản chế tác đều được thay đổi một cách tinh tế và rõ ràng với sự tôn trọng tính cân bằng của tác phẩm. Điều này chỉ ra rằng một số kiến thức bẩm sinh về sự đúng đắn của tác phẩm trong sự cân bằng của nó có lẽ không ảnh hưởng bởi chuyên môn nghệ thuật. Cả các bạc thầy và những người mới nhập môn đều nhạy cảm như nhau đối với sự thay đổi sự cân bằng ảnh hưởng tới ưu tiên nghệ thuật, trong đó có thể thấy cả những người xem là nghệ sĩ đều có một cảm giác trực quan đối với sự cân bằng trong nghệ thuật

### Nghệ thuật và chuyên môn
Các nhà tâm lý học tìm ra rằng mức độ chuyên môn của một người trong nghệ thuật ảnh hưởng tới cách mà họ cảm nhận, phân tích và phản ứng với nghệ thuật. Để kiểm tra tâm lý, các thước đo đã được thiết kế để kiểm tra kinh nghiệm chứ không chỉ lad số năm chuyên môn bằng cách kiểm tra sự nhận biết và kiến thức của nghệ sĩ trong một số lĩnh vực, chất xám và tính cách cá nhân với lưu trữ Năm yếu tố lớn. Điều này cho thấy rằng những người có chuyên môn nghệ thuật cao chưa chắc đã thông minh hơn, cũng tương tự với những người học chuyên ngành nghệ thuật. Thay vào đó, sự cởi mở với kinh nghiệm, một trong năm yếu tố lớn, lại dự đoán cho tính chuyên môn nghệ thuật của một người.

#### Sự ưu tiên
Trong một nghiên cứu, những sinh viên trải nghiệm chuyên ngành nghệ thuật và những sinh viên không chuyên được xem một bức tranh phổ biến từ tạp trí và một bức tranh có tính nghệ thuật cao từ viện bảo tàng. Các nhà nghiên cứu đã tìm ra các phản ứng quan trọng giữa chuyên môn và ưu tiên nghệ thuật. Những người tham gia không chuyên ưu tiên nghệ thuật phổ thông hơn là nghệ thuật cao cấp, trong khi người có chuyên ngành lại ưu tiên nghệ thuật cao cấp hơn nghệ thuật phổ thông. Họ cũng tìm ra rằng những người tham gia không chuyên đánh giá nghệ thuật phổ thông là ấm áp và thoải mái hơn nhưng nghệ thuật cao cấp lại lạnh lẽo và không thoải mái, trong khi những người có chuyên môn lại thể hiện trái ngược. Những người có chuyên môn tìm ở nghệ thuật tính thử thách kinh nghiệm, những người không chuyên lại ngắm nhìn nghệ thuật vì sự thoải mái. Hệ thống ưu tiên đối với việc xem tranh chân dung (3/4 mặt trái hoặc mặt phải) đã được tìm ra thông qua các phương tiện truyền thông, tính nghệ thuật, phong cách, giới tính và lịch sử thời đại. Cả khuynh hướng dựa trên kinh nghiệm và thiên hướng bẩm sinh được đề xuất để giải thích cho cơ sở ưu tiên. Các nghiên cứu sâu hơn kiểm soát các biến số như giới tính và sự thuận tay, cũng như các hoạt động diễn ra của bán cầu đã chỉ ra rằng những ưu tiên này có thể nghiên cứu được qua nhiều thông số cấu trúc.

#### Chuyển động của mắt
Để điều tra liệu các nhà chuyên môn và người không chuyên trải nghiệm nghệ thuật một cách khác biệt ngay cả đối với sự chuyển động của đôi mắt, các nhà nghiên cứu một dụng cụ theo dõi mắt để quan sát nếu có sự khác biệt nào trong cách họ nhìn một tác phẩm nghệ thuật. Sau khi quan sát mỗi tác phẩm, người xem đánh giá mức độ ưa thích và phản ứng cảm xúc đối với tác phẩm. Một số tác phẩm được trình bày với các thông tin bằng lời nói của các tác phẩm, một nửa trong số đó là các thông tin trung tính và một nửa kia là các thông tin cảm xúc về tác phẩm. Họ nhận thấy rằng người không chuyên ít nhất đánh giá các tác phẩm trừu tượng là đáng ưu tiên hơn, trong khi mức độ trừu tượng không quan trọng đối với các chuyên gia. Thông qua cả hai nhóm, đường chuyển động của mắt thết hiện nhiều điểm cố định hơn với tác phẩm trừu tượng nhiều hơn, nhưng mỗi điểm cố định có thời gian ngắn hơn đối với các tác phẩm ít trừu tượng hơn. Tính chuyên môn ảnh hưởng tới cách người tham gia suy nghĩ về tác phẩm, nhưng không ảnh hưởng gì tới cách họ quan sát vật lý các tác phẩm.
Trong một nghiên cứu khác về biểu đồ chuyển động vật lý  để điều tra cách các chuyên gia quan sát nghệ thuật, người tham gia được xem tác phẩm nghệ thuật thực tế và trừu tượng trong hai điều kiện: thứ nhất yêu cầu họ tự do quan sát tác phẩm, và điều kiện còn lại yêu cầu họ phải ghi nhớ chúng. Chuyển động mắt của người tham gia được theo dõi giống nhau khi họ xem xét hình ảnh cũng như cố gắng để ghi nhớ chúng, và hồi tưởng để ghi nhớ bức tranh cũng được ghi lại. các nhà nghiên cứu không tìm thấy bất kì sự khác biệt nào về tần số và thời gian của sự cố định giữa các loại tranh với các chuyên gia và người không chuyên. Tuy nhiên, qua nhiều giai đoạn, những người không chuyên có nhiều điểm cố định ngắn trong khi quan sát tự do các tác phẩm và có ít điểm cố định dài trong khi cố gắng ghi nhớ; các chuyên gia lại tuân theo một mô hình trái ngược. Không hề có  sự khác biệt rõ ràng trong sự ghi nhớ hình ảnh giữa các nhóm, ngoại trừ việc các chuyên gia ghi nhớ các hình ảnh trừu tượng tốt hơn những người không chuyên và nhiều hình ảnh chi tiết hơn. Những kết quả này thể hiện rằng những người có chuyên môn nghệ thuật quan sát lặp lại các hình ảnh ít hơn người không chuyên và có thể ghi nhớ nhiều chi tiết của hình ảnh họ đã được xem trước đó hơn

#### Mức độ trừu tượng
Phản ứng thẩm mỹ có thể được đo lường dựa trên nhiều tiêu chí ví dụ như kích thích, sở thích, và sự thấu hiểu. Nghệ thuật có thể được đánh giá dựa trên mức độ trừu tượng của nó hoặc đặt vào thời đại. Một thích nghiệm kiểm tra bằng cách nào những yếu tố này kết hợp để tạo ra đánh giá cao về thẩm mỹ bao gồm cả những chuyên gia và người không chuyên đánh giá giá trị của cảm xúc, sự hưng phấn, sở thích và thấu hiểu về trừu tượng, tác phẩm hiện đại và cố điển. Các chuyên gia chứng minh mức độ đánh giá cao hơn với đánh giá cao hơn về tất cả các phương diện, ngoại trừ kích thích với tác phẩm cổ điển. Các tác phẩm cổ điển mang lại đánh giá sự thấu hiểu cao hơn, với nghệ thuật trừu tượng lại nhận giá trị thấp nhất. Tuy nhiên, giá trị cảm xúc cao hơn đối với nghệ thuật hiện đại và cổ điển, trong khi kích thích cao nhất lại dành cho các tác phẩm trừu tượng. Mặc dù các chuyên gia đánh giá các tác phẩm tổng thể cao hơn, nhưng mỗi yếu tố lại ảnh hưởng nhiều hơn tới đánh giá của người không chuyên, tạo ra một sự linh hoạt lớn trong đánh giá của họ so với những điều này ở các chuyên gia
Một thí nghiệm khác kiểm tra  hiệu quả của màu sắc và mức độ thực tế trong nhận thức của nghệ thuật với các mức độ khác nhau về chuyên môn. Các kích thích của nhóm người xem là chuyên gia, bán chuyên nghiệp và không chuyên bao gồm các phiên bản của các bức tranh tượng trưng đa dạng về màu sắc và sự trừu tượng. Người tham gia đánh giá mức độ kích thích dựa trên ưu tiên tổng thể của họ, tính trừu tượng, thuộc tính màu sắc, sự cân bằng và tính phức tạp. Các bức tranh tượng trưng được ưa thích hơn các bức tranh trừu tượng với sự giảm sút chuyên môn và các bức tranh nhiều màu sắc được ưa chuộng hơn các bức ảnh đen trắng. Tuy nhiên, các chuyên gia lại ưa thích các bức tranh đen trắng hơn các bức tranh nhiều màu sắc hơn những người không chuyên và bán chuyên. Điều này chỉ ra rằng các chuyên gia có thể quan sát nghệ thuật với mẫu nhận thức, trong khi người không chuyên quan sát nghệ thuật để tìm kiếm sự quen thuộc và thoải mái.

#### Yếu tố khác
Một thí nghiệm nghiên cứu kết quả của chuyên gia đối với nhận thức và giải thích về nghệ thuật có chuyên ngành lịch sử nghệ thuật và sinh viên tâm lý học xem mười bức tranh nghệ thuật đương đại với  nhiều phong cách. Sau đó, họ nhóm các bức tranh lại theo bất cứu tiêu đề nào họ nghĩ là hợp lý. Thông tin được mã hóa để phân loại thành các mục và so sánh giữa chuyên gia và người không chuyên. Chuyên gia chia sự phân loại của họ thành nhiều nhóm hơn những người không chuyên và nhóm chúng theo phong cách, trong khi người không chuyên dựa trên kinh nghiệm và cảm nhận cá nhân.

### Thông tin tiêu đề
Tiêu đề không chỉ đơn giản có chức năng như một phương tiện để nhận diện mà còn chỉ dẫn cho quá trình giải thích và thấu hiểu tác phẩm nghệ thuật. Sự thay đổi thông tin tiêu đề của một bức tranh đường như không ảnh hưởng tới chuyển động của mắt khi nhìn chúng hay cách đối tượng giải thích tổ chức không gian của chúng. Tuy nhiên, tiêu đề ảnh hưởng đến cảm nhận ý nghĩa. Trong một nghiên cứu, người tham gia được hướng dẫn để mô tả bức tranh bằng cách sử dụng đèn pin để chỉ ra điểm mà họ đang nhìn vào. Người tham gia lặp lại nhiệm vụ này đối với cùng một bộ tranh trong hai giai đoạn. Trong giai đoạn thứ hai, một số bức tranh được trình bày với tiêu đề mới để đánh giá sự phù hợp đối với mô tả của họ. Giống như dự kiến, đói tượng không thay đổi điểm nhìn trung tâm nhưng họ đã thay đổi các mô tả của mình theo cách làm chúng hợp lý với tiêu đề mới.
Có thể mô tả có thể thay đổi, nhưng đánh giá thẩm mỹ đối với cả nghệ thuật trừu tượng và tượng trưng vẫn duy trì ổn định, bỏ qua sự khác biệt thông tin tiêu đề. Điều này cho thấy rằng quan hệ từ ngữ/hình ảnh có thể thúc đẩy sự thay đổi của hình thức thấu hiểu nghệ thuật, nhưng không chịu trách nhiệm việc chúng ta thích các tác phẩm đó như thế nào.
Một ví dụ nổi tiếng về sự nhầm lẫn tiêu đề thay đổi mối quan hệ tiêu đề/hình ảnh của tác phẩm là bức tranh mang tên La trahison des inmages (Sự phản bội của hình ảnh) của René Magritte, mà thường được gọi lại "Đây không phải một đường ống", mặc dù nó không được coi là một tiêu đề. Trong trường hợp này, hai sự khác biệt trong ý đồ và nội dung phụ thuộc vào việc chọn tiêu đề nào để đi cùng nó.
Nhìn chung, tiêu đề ngẫn nhiên mà không phải tiêu đề gốc giảm sự đánh giá sự thấu hiểu nhưng không thay đổi đáng kể kinh nghiệm thẩm mỹ. Tuy nhiên, trái ngược với mô tả, tiêu đề tương đối quan trọng trong việc giúp người xem gán ý nghĩa cho nghệ thuật trừu tượng. Các tiêu đề có tính mô tả tăng cường sự thấu hiểu về nghệ thuật trừu tượng chỉ khi người xem được quan sát với một thười gian cực ngắn (ít hơn 10 giây). Bởi nghệ thuật có thể có nhiều tuầng ý nghĩa, tiêu đề và những thông tin kèm theo có thể bổ sung sự ý nghĩa của nó và vì sau đó là giá trị thưởng thức của nó.

## Ứng dụng
Những khám phá của tâm lý nghệ thuật có thể ứng dụng vào nhiều lĩnh vực nghiên cứu khác. Quá trình sáng tạo ra nghệ thuật mang lại cái nhìn sâu sắc về những điều bên trong tâm trí con người. Người ta có thể có được các thông tin về đạo đức nghề nghiệp, động lực làm việc và cảm cảm hứng từ quá trình làm việc của một nghệ sĩ. Những khía cạnh chung nàu có thể chuyển thành các lĩnh vực khác trong đời sống của một người. Đặc biệt đạo đức nghề nghiệp trong nghệ thuật có thể tác động đáng kể đến tổng hiệu suất của một người ở những nơi khác. Trong bất kì công việc nào cũng có một sự kích lệ tiềm ẩn các giới hạn thẩm mỹ của tâm trí. Hơn nữa, nghệ thuật bất chấp bất kì ranh giới cố định nào. Ứng dụng tương tự nào đối với một công việc như vậy cũng chính là kinh nghiệm thẩm mỹ.
Các ứng dụng của tâm lý học nghệ thuật trong giáo dục có thể cải thiện hiểu biết trực quan

## Phê bình
Tâm lý nghệ thuật có thể là lĩnh vực bị chỉ trích bởi nhiều lý do. Nghệ thuật không được coi là một môn khoa học, vì thế nghiên cứu có thể bị xem xét kỹ lưỡng về tính chính xác và tính tương đối của nó. Ngoài ra còn có rất nhiều chỉ trích về việc nghiên cứu nghệ thuật như là tâm lý học vì nó có thể được coi là một chuyên đề hơn là một đối tượng. Nó thể hiện cảm xúc của người nghệ sĩ theo cách thức quan sát và khán giả cũng giải thích các tác phẩm theo nhiều cách. Mục đích của các nghệ sĩ khác biệt khá lớn so với mục đích của các nhà khoa học. Các nhà khoa học muốn đề xuất một kết quả cho một vấn đề, trong khi các nghệ sĩ muốn đưa đến nhiều cách lý giải cho một vật thể. Cảm hứng của một nghệ sĩ được xuyên suốt qua kinh nghiệm, cảm nhận và quan điểm về phong trào nghệ thuật của thế giới giống như Chủ nghĩa biểu hiện được biết đến vì với quan điểm của cá nghệ sĩ về cảm xúc, sự căng thẳng, áp lực và nội lực bên trong mà được thể hiện qua các điều kiện bên ngoài. Nghệ thuật đến từ bản thân một người và được thể hiện ra thế giới bên ngoài để giải trí cho người khác. Bất kì ai cũng có thể đánh giá cao một tác phẩm nghệ thuật vì nó giao tiếp với mỗi các nhân theo một cách riêng biệt – bao gồm cả những đánh giá của chủ quan.
Ngoài ra kinh nghiệm thẩm mỹ của nghệ thuật cũng bị chỉ trích một cách nặng nề vì nó không thể xác định một cách khoa học. Nó hoàn toàn là chủ quan và dựa vào sự thiên vị cá nhân. Nó không thể được đo lường bằng các hình thức hữu hình. Ngược lại, kinh nghiệm thẩm mỹ có thể được coi là "động lực cá nhân" và "khép kín".